# Rechtsfachwirt
Rechtsfachwirt ist eine Berufsbezeichnung für besonders qualifizierte Mitarbeiter in Rechts- und Patentanwaltsbüros. Als staatlich anerkannte Aufstiegsfortbildung ist die Weiterbildung zum Rechtsfachwirt eine der Meisterprüfung gleichwertige Fortbildung.
Die Verordnung über die Prüfung zum anerkannten Abschluss Geprüfter Rechtsfachwirt/Geprüfte Rechtsfachwirtin vom 23. August 2001 (BGBl. I S. 2250) schuf erstmals die gesetzliche Grundlage für eine weitergehende Qualifizierung in Rechtsanwaltsbüros. Diese Berufsbezeichnung wird auf Dauer die Berufsbezeichnung des Bürovorstehers bzw. Büroleiters in Anwaltsbüros ablösen.

## Zugangsvoraussetzungen
Die Zugangsvoraussetzungen für die Prüfung zum Rechtsfachwirt sind:
- bestandene Prüfung als Rechtsanwaltsfachangestellter (auch Notar- und Patentanwaltsfachangestellter) mit zweijähriger Berufspraxis oder
- mindestens sechsjährige Berufspraxis, wobei diese Berufspraxis inhaltlich wesentliche Bezüge zu den Aufgaben in einem Rechtsanwaltsbüro haben muss.

Maßgeblich für die notwendige Dauer der Berufspraxis ist der Zeitpunkt der Abschlussprüfung.

## Gebiete
Besondere Kenntnisse sind auf folgenden Gebieten nachzuweisen:
1. Organisation des Büroablaufs und Überwachung der Kommunikationssysteme,
2. betriebswirtschaftliche Problemanalysen, Leitung des Rechnungswesens,
3. eigenverantwortlicher Personaleinsatz sowie Personalführung, Berufsausbildung, dienstleistungsorientierter Umgang mit Mandanten und Dritten,
4. Betreuung des gesamten Kostenwesens der Kanzlei, Vorbereitung von Rechtsmitteln und Rechtsbehelfen,
5. eigenverantwortliche Bearbeitung sämtlicher Zwangsvollstreckungsangelegenheiten unter Berücksichtigung des jeweiligen materiellen Rechts.

Von privaten Anbietern werden auch Studiengänge angeboten, die mit einem „Diplom“ abschließen („Dipl.-Rechtsfachwirt“ oder „Dipl.-Notarfachwirt“). Diese Bezeichnungen sind jedoch kein akademischer Grad.